# Maladie de Van Buchem
La maladie de Van Buchem est une ostéochondrodysplasie qui se caractérise par une activité anormale des ostéoblastes aboutissant à une formation exagérée de tissu osseux .

Cette maladie est la forme légère de la mutation du gène SOST. La forme grave est la sclérostéose.

Pour la description complète de cette maladie voir l'article Dysplasies osseuses en rapport avec le gène SOST

## Autres noms
Hyperostose corticale généralisée

## Étiologie
Mutation du gène SOST (en) 605740 situé sur le locus q12-q21 du chromosome 17 codant la sclérostine

## Sources
- (en) Online Mendelian Inheritance in Man, OMIM (TM). Johns Hopkins University, Baltimore, MD. MIM Number: 239100
- (en) GeneTests: Medical Genetics Information Resource (database online). Copyright, University of Washington, Seattle. 1993-2005